# Качавенда, Лукас
Лу́кас Качаве́нда (хорв. Lukas Kačavenda; родился 2 марта 2003, Загреб) — хорватский футболист, полузащитник загребского «Динамо».

## Футбольная карьера
Лукас — уроженец Загреба, столицы Хорватии. Начинал заниматься футболом в команде «Кустошия», откуда в 12 лет попал в академию загребского «Динамо», однако покинул её спустя два года, неудовлетворённый своим игровым временем. Воспитанник другого клуба из Загреба — «Локомотивы».
Со второй половины сезона 2020/2021 — игрок основной команды клуба. Дебютировал за «Локомотиву» 3 апреля 2021 года в поединке хорватской лиги против «Хайдука» из Сплита, выйдя на замену во втором тайме вместо Кима Чжон Хёна. 7 мая 2021 года Лукас забил свой первый мяч в профессиональном футболе, поразив ворота Славена Белупо. Всего в дебютном сезоне провёл 10 встреч, отметился одним забитым мячом.